# 7727 Chepurova
7727 Chepurova (1975 EA3) là một tiểu hành tinh vành đai chính được phát hiện ngày 8 tháng 3 năm 1975 bởi N. S. Chernykh ở Đài vật lý thiên văn Crimean.